# Мохамед Деиф
Мохамед Ал-Дейф (на арабски: محمد الضيف) е палестински военен командир на бригадите Ал-Касам (военното подразделение на Хамас).

## Биография
Мохамед Ал-Дейф е роден на 12 август 1965 г. в покрайнините на ивицата Газа. Ал-Дейф укрива личността си, а израелските разузнавателни служби (Шин Бет и Мосад) разчитат на стари негови снимки, като например снимка на личната му карта или снимки от арестите му.
В момента се счита ,че вследствие на проведената от израелските служби спецакция, Мохамед Дейф е ликвидиран.

## Личен живот
Мохамед Ал-Дейф е бил женен два пъти. Той има двама сина и дъщеря от първия си брак.
През 2007 г. се оженва повторно. Съпругата му Уидад Асфура, малкият му син и 3-годишната му дъщеря са убити при опит за покушение през 2014 г.